# Elecciones regionales de Lima de 2006
Las elecciones regionales de Lima de 2006 se llevaron a cabo el 19 de noviembre de 2006 para elegir al presidente regional, al vicepresidente regional y al Consejo Regional para el periodo 2007-2010. La elección se celebró simultáneamente con elecciones regionales y municipales (provinciales y distritales) en todo el Perú.

## Sistema electoral
El Gobierno Regional de Lima es el órgano administrativo y de gobierno del departamento de Lima. Está compuesto por el presidente regional, el vicepresidente regional y el Consejo Regional.
La votación del presidente, vicepresidente y consejo regional se realiza en base al sufragio universal, que comprende a todos los ciudadanos nacionales mayores de dieciocho años, empadronados y residentes en el departamento de Lima y en pleno goce de sus derechos políticos.
El Consejo Regional de Lima está compuesto por 9 consejeros elegidos por sufragio directo para un período de cuatro (4) años, en forma conjunta con la elección del presidente regional. La votación es por lista cerrada y bloqueada. Se asigna a la lista ganadora los escaños según el método d'Hondt o la mitad más uno, lo que más le favorezca.

## Composición del Consejo Regional de Lima
La siguiente tabla muestra la composición del Consejo Regional de Lima antes de las elecciones.
| Partidos | Partidos                | Consejeros |
| -------- | ----------------------- | ---------- |
|          | Partido Aprista Peruano | 6          |
|          | Unidad Nacional         | 2          |
|          | Somos Perú              | 1          |

## Partidos y candidatos
A continuación se muestra una lista de los principales partidos y alianzas electorales que participaron en las elecciones:
| Candidatura | Candidatura    | Partidos y alianzas | Candidato | Candidato              | Ideología                                           | Resultado previo | Resultado previo | Ref. |
| Candidatura | Candidatura    | Partidos y alianzas | Candidato | Candidato              | Ideología                                           | Votos (%)        | Con.             | Ref. |
| ----------- | -------------- | --- | --------- | ---------------------- | --------------------------------------------------- | ---------------- | ---------------- | ---- |
|             | APRA           | Lista - Partido Aprista Peruano (APRA) |           | Andrés Tello Velazco   | Aprismo                                             | 36.25%           | 6                |      |
|             | UN             | Lista - Unidad Nacional (UN) – Partido Popular Cristiano (PPC) – Solidaridad Nacional (SN)                                                      |           | Eduardo Núñez Cámara   | Democracia cristiana Conservadurismo Neoliberalismo | 20.57%           | 2                |      |
|             | UPP            | Lista - Unión por el Perú (UPP) |           | Luis Alva Odría        | Nacionalismo de izquierda Socialdemocracia          | 3.05%            | 0                |      |
|             | Confianza Perú | Lista - Confianza Perú (Confianza Perú–FD–PA) – Colectivo Ciudadano Confianza Perú (Confianza Perú) – Fuerza Democrática (FD) – Perú Ahora (PA) |           | Wilder Diaz Correa     | Reformismo Regionalismo limeño                      | 2.71%            | 0                |      |
|             | Frepap         | Lista - Frente Popular Agrícola del Perú (Frepap)                                                                                               |           | Jorge Mesía Huertas    | Israelismo Fundamentalismo cristiano Populismo      | Nuevo            | Nuevo            |      |
|             | Sí Cumple      | Lista - Agrupación Independiente Sí Cumple (Sí Cumple)                                                                                          |           | Victor Tuesta Zuta     | Fujimorismo Populismo de derecha                    | Nuevo            | Nuevo            |      |
|             | CNI            | Lista - Coordinadora Nacional de Independientes (CNI)                                                                                           |           | Gonzalo Aguirre Arriz  | Liberalismo Centrismo                               | Nuevo            | Nuevo            |      |
|             | PNP            | Lista - Partido Nacionalista Peruano (PNP) |           | Manuel Zerillo Bazalar | Socialismo democrático Nacionalismo de izquierda    | Nuevo            | Nuevo            |      |
|             | PADIN          | Lista - PADIN - Movimiento Independiente Regional (PADIN)                                                                                       |           | Miguel Mufarech Nemy   | Regionalismo limeño                                 | Nuevo            | Nuevo            |      |
|             | CDR            | Lista - Concertación para el Desarrollo Regional - Lima (CDR)                                                                                   |           | Nelson Chui Mejía      | Regionalismo limeño                                 | Nuevo            | Nuevo            |      |

## Resultados

### Sumario general
| |                                                       |              |              |              |            |            |  |  |
| Partidos y coaliciones | Partidos y coaliciones                                | Voto popular | Voto popular | Voto popular | Consejeros | Consejeros |  |  |
| Partidos y coaliciones | Partidos y coaliciones                                | Votos        | %            | ±pp          | Total      | +/−        |  |  |
| | Concertación para el Desarrollo Regional - Lima (CDR) | 84,888       | 20.32        | Nuevo        | 6          | +6         |  |  |
| | Partido Aprista Peruano (APRA)                        | 84,882       | 20.32        | –15.93       | 2          | –4         |  |  |
| | PADIN - Movimiento Independiente Regional (PADIN)     | 65,563       | 15.69        | Nuevo        | 1          | +1         |  |  |
| | Coordinadora Nacional de Independientes (CNI)         | 40,362       | 9.66         | Nuevo        | 0          | ±0         |  |  |
| | Unidad Nacional (UN)                                  | 36,934       | 8.84         | –11.73       | 0          | –2         |  |  |
| | Unión por el Perú (UPP)1                              | 32,547       | 7.79         | +4.74        | 0          | ±0         |  |  |
| | Confianza Perú (Confianza Perú–FD–PA)2                | 28,986       | 6.94         | +4.23        | 0          | ±0         |  |  |
| | Partido Nacionalista Peruano (PNP)                    | 23,206       | 5.55         | Nuevo        | 0          | ±0         |  |  |
| | Agrupación Independiente Sí Cumple (Sí Cumple)        | 14,683       | 3.51         | Nuevo        | 0          | ±0         |  |  |
| | Frente Popular Agrícola del Perú (Frepap)             | 5,744        | 1.37         | Nuevo        | 0          | ±0         |  |  |
| |                                                       |              |              |              |            |            |  |  |
| Total | Total                                                 | 417,795      |              |              | 9          | ±0         |  |  |
| |                                                       |              |              |              |            |            |  |  |
| Votos válidos | Votos válidos                                         | 417,795      | 86.22        | +0.68        |            |            |  |  |
| Votos en blanco | Votos en blanco                                       | 32,878       | 6.79         | –1.21        |            |            |  |  |
| Votos nulos | Votos nulos                                           | 33,889       | 6.99         | +0.52        |            |            |  |  |
| Votos emitidos | Votos emitidos                                        | 484,562      | 88.88        | +3.28        |            |            |  |  |
| Abstenciones | Abstenciones                                          | 60,629       | 11.12        | –3.28        |            |            |  |  |
| Votantes registrados | Votantes registrados                                  | 545,191      |              |              |            |            |  |  |
| |                                                       |              |              |              |            |            |  |  |
| Fuente: |                                                       |              |              |              |            |            |  |  |
| Notas al pie: 1 Comparado con los resultados de Agrupación Independiente Unión por el Perú - Frente Amplio (UPP) en las elecciones de 2002. 2 Comparado con los resultados de Fuerza Democrática (FD) en las elecciones de 2002. |                                                       |              |              |              |            |            |  |  |
| Notas al pie: |                                                       |              |              |              |            |            |  |  |
| 1 Comparado con los resultados de Agrupación Independiente Unión por el Perú - Frente Amplio (UPP) en las elecciones de 2002. 2 Comparado con los resultados de Fuerza Democrática (FD) en las elecciones de 2002.               |                                                       |              |              |              |            |            |  |  |

### Autoridades electas
| Cargo                           | Autoridad electa | Autoridad electa         | Partido | Partido                                         |
| ------------------------------- | ---------------- | ------------------------ | ------- | ----------------------------------------------- |
| Presidente Regional de Lima     |                  | Nelson Chui Mejía        |         | Concertación para el Desarrollo Regional - Lima |
| Vicepresidente Regional de Lima |                  | Luis Custodio Calderón   |         | Concertación para el Desarrollo Regional - Lima |
| Consejera Regional de Lima      |                  | Marianela Junco Barrera  |         | Concertación para el Desarrollo Regional - Lima |
| Consejero Regional de Lima      |                  | José Mosto Fonseca       |         | Concertación para el Desarrollo Regional - Lima |
| Consejera Regional de Lima      |                  | Nelly Tang Sánchez       |         | Concertación para el Desarrollo Regional - Lima |
| Consejera Regional de Lima      |                  | Beatriz Castillo Ochoa   |         | Concertación para el Desarrollo Regional - Lima |
| Consejero Regional de Lima      |                  | Eduardo Rodríguez Lázaro |         | Concertación para el Desarrollo Regional - Lima |
| Consejero Regional de Lima      |                  | Santos Quispe Murga      |         | Concertación para el Desarrollo Regional - Lima |
| Consejera Regional de Lima      |                  | Bertha Ramos Urbina      |         | Partido Aprista Peruano                         |
| Consejero Regional de Lima      |                  | Igor Galarza de la Cruz  |         | Partido Aprista Peruano                         |
| Consejero Regional de Lima      |                  | Tito Hurtado Ruiz        |         | PADIN - Movimiento Independiente Regional       |